# Маунтін (Манітоба)
Маунтін (англ. Mountain, фр. Mountain (North)) — сільський муніципалітет в Канаді, у провінції Манітоба, який складається з двох частин — північної і південної.

## Населення
За даними перепису 2016 року, сільський муніципалітет сумарно нараховував 978 осіб (559 у північній частині і 419 — у південній). Середня густина населення становила 0,37 осіб/км².

## Клімат
Середня річна температура в північній частині муніципалітета становить 1,4°C, середня максимальна – 22,2°C, а середня мінімальна – -23,8°C. Середня річна кількість опадів – 600 мм.
| Клімат поселення                              | Клімат поселення | Клімат поселення | Клімат поселення | Клімат поселення | Клімат поселення | Клімат поселення | Клімат поселення | Клімат поселення | Клімат поселення | Клімат поселення | Клімат поселення | Клімат поселення | Клімат поселення |
| Показник                                      | Січ.             | Лют.             | Бер.             | Квіт.            | Трав.            | Черв.            | Лип.             | Серп.            | Вер.             | Жовт.            | Лист.            | Груд.            |                  |
| Середній максимум, °C                         | −11,46           | −7,68            | −1,2             | 7,86             | 15,50            | 21,14            | 22,22            | 21,04            | 14,97            | 8,19             | −2               | −10,47           |                  |
| Середня температура, °C                       | −17,62           | −13,84           | −7,35            | 1,70             | 9,35             | 15,00            | 18,06            | 16,88            | 10,80            | 4,04             | −6,18            | −14,62           |                  |
| Середній мінімум, °C                          | −23,76           | −19,99           | −13,5            | −4,44            | 3,20             | 8,84             | 13,90            | 12,70            | 6,64             | −0,13            | −10,31           | −18,79           |                  |
| Норма опадів, мм                              | 27               | 21               | 29               | 33               | 59               | 95               | 91               | 76               | 69               | 43               | 28               | 29               |                  |
| Середньомісячна швидкість вітру, м/с          | 3.47             | 3.50             | 3.60             | 3.80             | 3.90             | 3.70             | 3.30             | 3.40             | 3.70             | 3.82             | 3.70             | 3.51             |                  |
| Середньомісячна сонячна радіація, кДж/м²·день | 3789             | 7317             | 12667            | 17431            | 20551            | 21490            | 21450            | 18003            | 12110            | 7056             | 3846             | 2900             |                  |
| --------------------------------------------- | ---------------- | ---------------- | ---------------- | ---------------- | ---------------- | ---------------- | ---------------- | ---------------- | ---------------- | ---------------- | ---------------- | ---------------- | ---------------- |
| Джерело:                                      |                  |                  |                  |                  |                  |                  |                  |                  |                  |                  |                  |                  |                  |